# 3月29日 (旧暦)
旧暦3月29日は旧暦3月の29日目である。年によっては3月の最終日となる。六曜は先勝である。

## できごと
- 長寛元年（ユリウス暦1163年5月4日） - 応保より長寛に改元
- 康安元年/正平16年（ユリウス暦1361年5月4日） - 北朝が延文より康安に改元
- 天和3年（グレゴリオ暦1683年4月25日） - 「八百屋お七」が鈴ヶ森刑場で火炙りの極刑に
- 元禄9年（グレゴリオ暦1696年4月30日） - 江戸幕府が、江戸市中のごみを利用した埋立てを許可。現在の永代島
- 咸豊3年（グレゴリオ暦1853年5月6日） - 太平天国の乱で洪秀全が南京に入城。天京と改称し大平天国の都とする

## 誕生日
- 応永8年（ユリウス暦1401年5月12日） - 称光天皇[1]、101代天皇（+ 1428年）
- 宝暦12年（グレゴリオ暦1762年4月23日） - 飯塚伊賀七、発明家（+ 1836年）
- 文政11年（グレゴリオ暦1828年5月12日） - 平野国臣、福岡藩士（+ 1864年）

## 忌日
- 至道3年（ユリウス暦997年5月8日） - 太宗、北宋の2代皇帝（* 939年）